# Маунт-Ревелсток
Национальный парк Маунт-Ревелсток (англ. Mount Revelstoke National Park, фр. Parc national du Mont-Revelstoke) — национальный парк Канады, расположенный на юго-востоке канадской провинции Британская Колумбия.
В 1908 году жители соседнего города Ревелсток проложили тропу к вершине горы и убедили провинциальные и федеральные власти построить дорогу. Дорога (Meadows-in-the-Sky Parkway) была построена в 1911—1927 годах. Национальный парк был основан в 1914 году. Одной из причин являлась туристическая активность в регионе. На горе была расположена одна из первых горнолыжных трасс в Канаде. Соревнования по прыжкам с трамплина проходили с 1915 до конца 1960-х годов.

## Физико-географическая характеристика

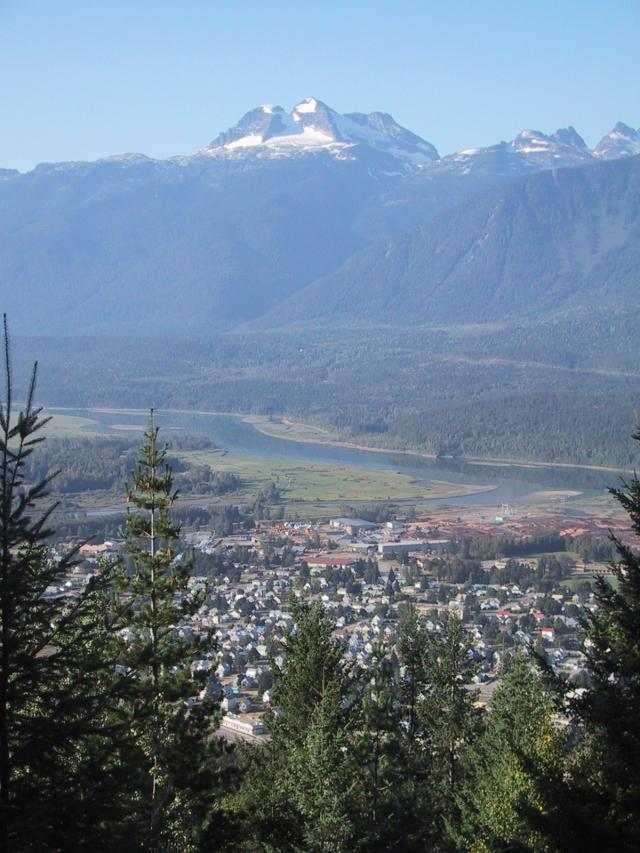
Ревелсток

Национальный парк Маунт-Ревелсток находится на горном хребте Селкерк в горах Колумбия. Парк расположен северо-восточнее устья реки Illecillewaet, впадающей в реку Колумбия. На самом устье расположен город Ревелсток, основанный в 1885 году вдоль следования железной дороги и носивший в то время название Farwell.
Горы Колумбия помимо Селкерка включают горные хребты Перселл, Карибу и Монаши. Они расположены между Береговым хребтом и Канадскими Скалистыми горами и отличаются геологически и климатически и от тех, и от других. Помимо Маунт-Ревелстока, в горах Колумбия находится национальный парк Глейшер.
Климат характеризуется большим количеством осадков. Чем выше высота над уровнем моря, тем чаще в качестве осадков выпадает снег вместо дождя.

## Флора и фауна
На больших высотах большое количество снега и низкие температуры сокращают растительный сезон. В зависимости от высоты над уровнем моря различаются три природные зоны: влажные дождевые леса, снежные леса, отсутствие леса. Более 50 % парка расположено выше уровня деревьев, 12 % — покрыто постоянными снегами. Небольшая территория парка представляет собой болотистые земли вдоль реки Illecillewaet.
Дождевые леса характеризуются густой растительностью и высокими деревьями. Основные породы деревьев в таких лесах: туя складчатая (Thuja plicata), тсуга западная (Tsuga heterophylla) и (Pinus monticola), подлесок состоит из (Oplopanax horridus), (Taxus brevifolia) и толокнянки, кроме того в лесах много видов папоротников и мха. Дождевые леса в этом регионе являются единственными в мире подобными лесами внутри материка. Другое название: Interior Cedar-Hemlock forest.

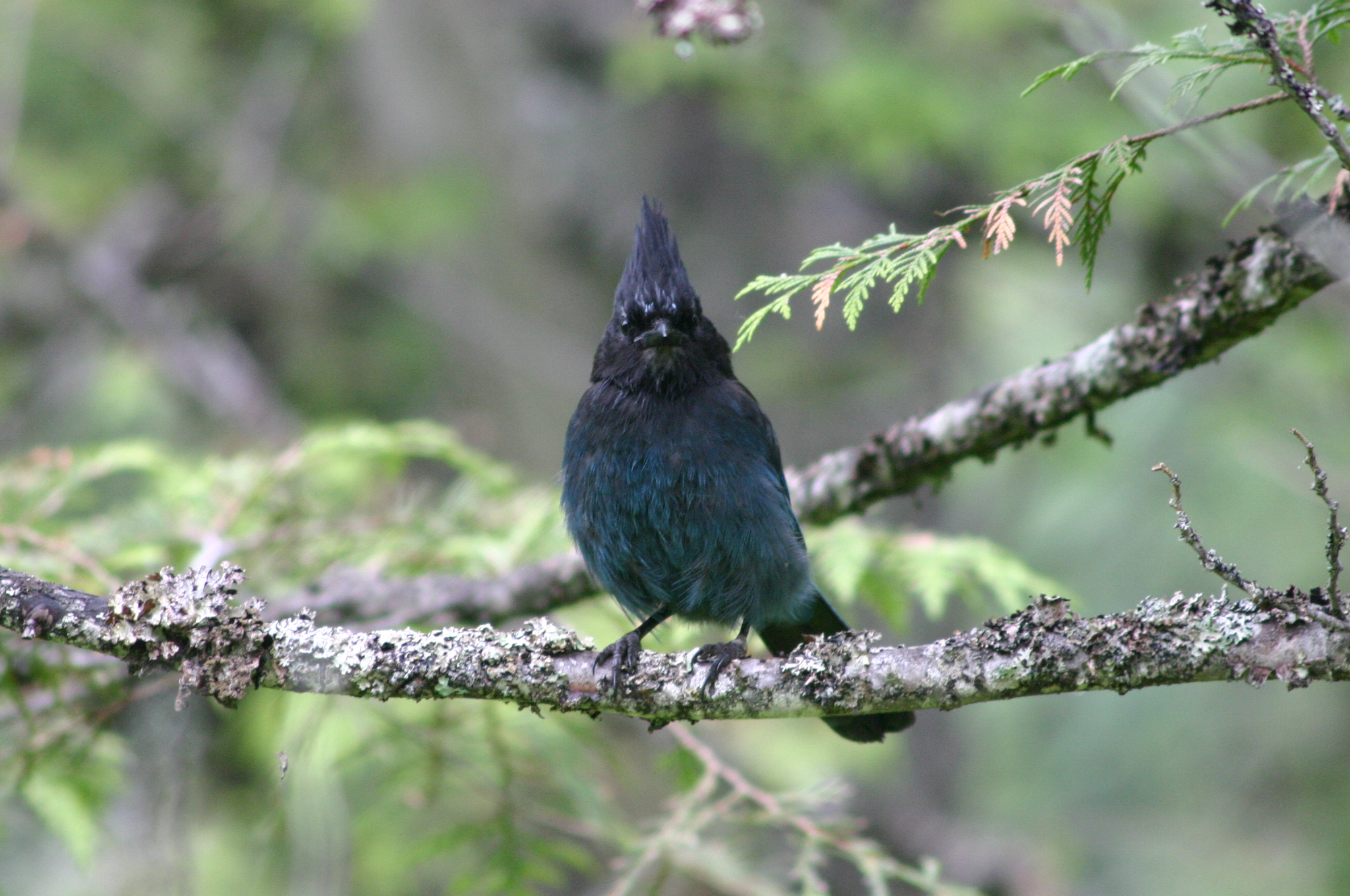
Cyanocitta stelleri

С увеличением высоты над уровнем моря меняются растительные виды, деревья становятся ниже, появляются открытые луга. На смену деревьям влажных лесов приходят (Picea engelmannii), (Abies lasiocarpa) и тсуга горная (Tsuga mertensiana). В августе цветущие луга предстают во всём многообразии красок. Основными видами являются Castilleja, (Erythronium grandiflorum), иван-чай узколистный (Epilobium angustifolium), люпин (Lupinus) и губастик(Mimulus). Другое название: Engelmann Spruce /Subalpine fir zone.
На высоте 2000 метров деревья перестают расти. Местность в основном покрыта камнями, встречаются вересковые и осоковые поля.
На территории национального парка водятся такие животные и птицы как гризли (Ursus arctos horribilis), снежная коза (Oreamnos americanus), белохвостая куропатка (Lagopus leucura), седой сурок (Marmota caligata), золотистый суслик (Callospermophilus lateralis) и пищухи.